# ケーブルカー (ペルス＝ネージュ)
ペルス＝ネージュ・ケーブルカー（Funiculaire Perce-Neige）は、フランス共和国オーヴェルニュ＝ローヌ＝アルプ地域圏サヴォワ県のティーニュにある地下ケーブルカーである。
当ケーブルカーは、ヴァル・クラレ (Val Claret) 近隣から、夏スキー場およびテレフェリク・グランド・モット (Telepherique Grande Motte) の下の駅までを結んでいる。

## 概要
ペルス＝ネージュは、2,100 m (6,890 ft)にあるヴァル・クラレから「グランド・モット」の斜面へと、移動時間6分で利用客を輸送している。
3,032 m (9,948 ft)への到着時には、グランド・モットのロープウェイに一度乗り換えることができ、ティニュの最高地点となる3,456 m (11,339 ft)へとスキーヤーを運んでいる。
1989年6月15日に、当システムが開業している。